# Escalante (Utah)
Escalante é uma cidade localizada no estado norte-americano de Utah, no Condado de Garfield.

## Demografia
Segundo o censo norte-americano de 2000, a sua população era de 818 habitantes.
Em 2006, foi estimada uma população de 750, um decréscimo de 68 (-8.3%).

## Geografia
De acordo com o United States Census Bureau tem uma área de
7,6 km², dos quais 7,6 km² cobertos por terra e 0,0 km² cobertos por água. Escalante localiza-se a aproximadamente 1774 m acima do nível do mar.

## Localidades na vizinhança
O diagrama seguinte representa as localidades num raio de 48 km ao redor de Escalante.